# Sandra Sandoval
Sandra Sandoval Salamín (Monagrillo, Herrera; 10 de abril de 1970) es una cantante panameña, vocalista del dúo típico Samy y Sandra Sandoval.

## Biografía
Nació en 10 de abril de 1970, en un pueblo en Monagrillo, la Provincia de Herrera. Sus padres son Luis Sandoval y Dolores Salamín (Lola). Cuando era pequeña, cantaba canciones típicas y su hermano tocaba el acordeón. A sus 9 años aparecía en escenarios y festivales junto a su hermano. Se hicieron famosos en varias provincias, incluyendo Coclé, Chiriquí y Los Santos. 

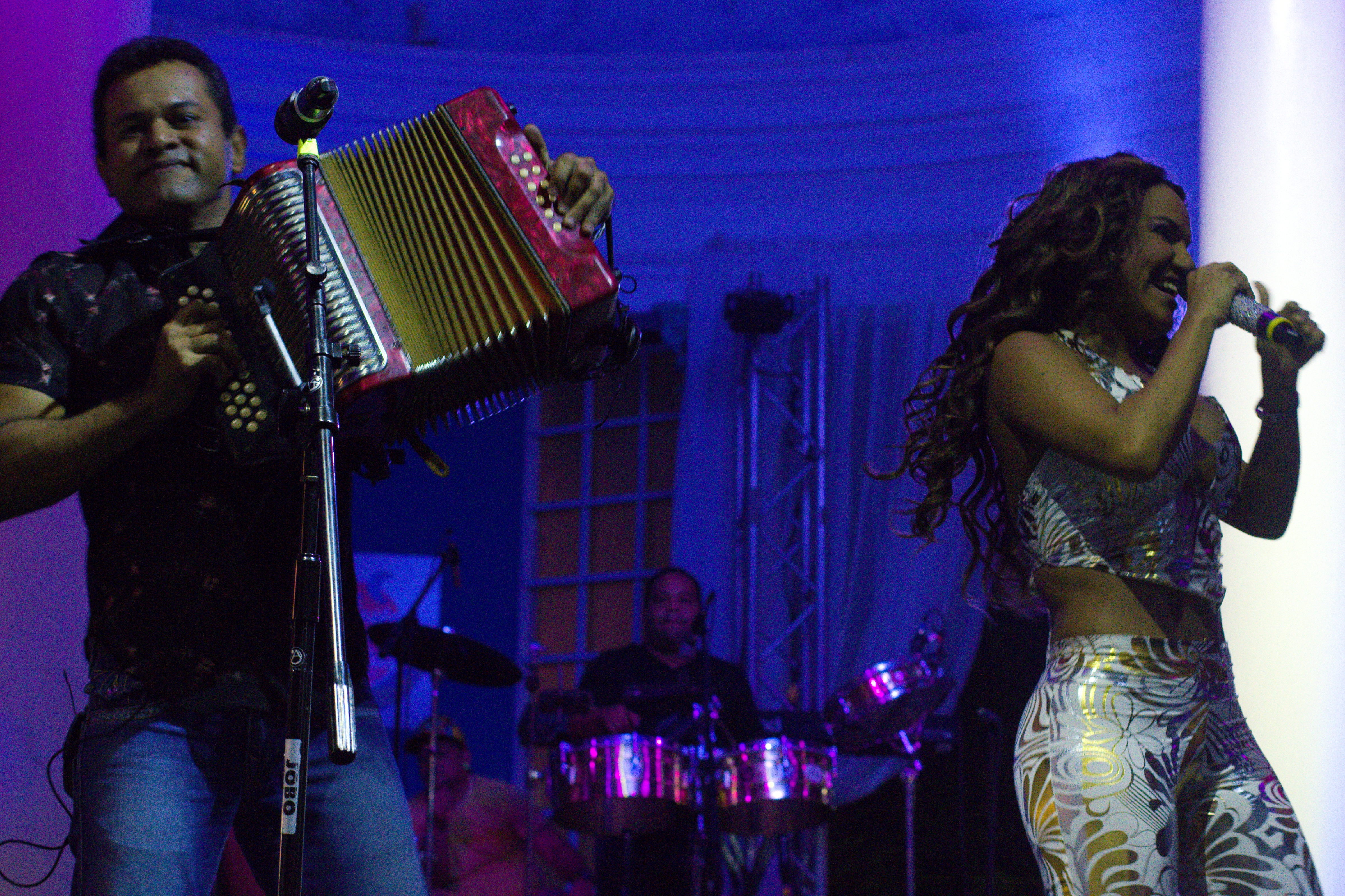
Samy y Sandra Sandoval.

Algunos de sus éxitos han sido "Brindemos por lo nuestro", "La mujer superficial", "La gallina fina", "Oiga el viejo pa'jodé" y "Lo que no da se deja" y el más reciente el "Soba Soba". Han sacado al mercado 15 álbumes, han vendido más de 30 mil discos y poseen un disco de platino. Han sido entrevistados por muchos programas de televisión en Panamá, además de haber intervenido en un pequeño papel en una comedia nacional llamada Los Vergara.
Otros de sus éxitos más recientes son "El baile de la coneja" y "Candela y Mermelada", este último apareciendo entre uno de los tops del canal Más 23 y ha sido un éxito nacionalmente.

## Discografía
- 1995: El patrón de la Cumbia Vol.
- 1996: El patrón de la Cumbia Vol.
- 1997: Embarrate de hombre
- 1998: Para toda la vida
- 1998: A Gozar!
- 1999: Tan nuestros como el Canal
- 2000: Echando Pa'Lante!
- 2001: Raíces
- 2001: Grandes Éxitos Vol.
- 2002: Grandes Éxitos Vol.
- 2002: Evolución en Concierto
- 2002: Mi Norte y Sur
- 2002: Hasta que el cuerpo aguante
- 2003: Complemento ideal
- 2004: La huella que dejaste
- 2005: Con cara de Ángel
- 2006: Ahora soy Libre
- 2007: Evolución I
- 2008: Historias en Nueva York
- 2010: Sobrevivientes
- 2011: Noches con Samy y Sandra
- 2012: Evolución II

## Filmografía
- Los Vergara
- El Sastre de Panamá